# Nikołaj Szkot
Nikołaj Jakowlewicz Szkot (ros. Николай Яковлевич Шкот, ur. 1829, zm. 1870 w Sankt Petersburgu) – rosyjski oficer marynarki, weteran obrony Sewastopola w czasie wojny krymskiej.
Po wojnie był kapitanem korwety Amerika na Dalekim Wschodzie. Załoga pod jego dowództwem dokonała szeregu odkryć geograficznych (Zatoka Piotra Wielkiego, zatoka Nachodka, wyspa Moneron). Był jednym założycieli obecnego miasta Władywostok.
Na jego cześć nazwano wyspę, wieś oraz rzekę.